# Вуличні ігри

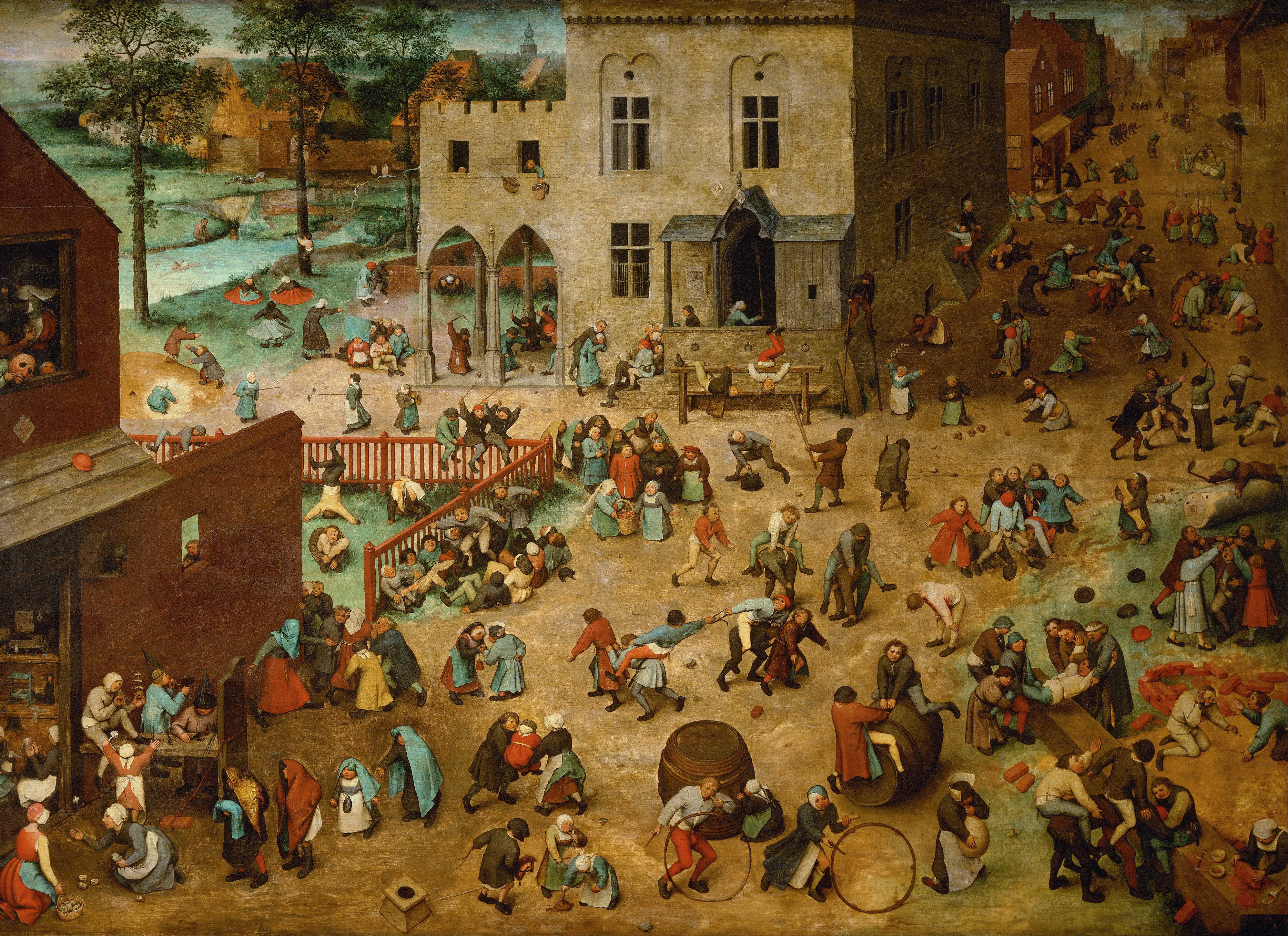
Вуличні ігри в 16 ст століття (Картина «Дитячі ігри» П. Брейгель д. Ä.; 1560)

Вуличні ігри, які в Австрії зазвичай називають алейними іграми, є  групою різних ігор, які проводяться просто неба. Це відрізняє їх від так званих кімнатних ігор, у які бажано грати вдома.

## Експресія
Спочатку вуличні ігри в основному означали ігри, у які грали на порозі, тобто поза домом. Ігровий майданчик не обмежувався вулицею, а включав такі простори, як тротуари, площі, двори або порожні ділянки. З практичних міркувань у сьогоднішніх колекціях ігор люблять говорити про «гру ззовні та всередині». У сучасних ігрових системах традиційні терміни вуличні ігри та кімнатні ігри часто модернізуються в розширеному розумінні до термінів ігри просто неба та ігри в приміщенні. Муніципалітети намагаються отримати принаймні трохи місця від руху для вуличних ігор, встановлюючи так звані ігрові вулиці. Індивідуальна вулична гра може мати різні назви та відома за різними правилами та варіаціями залежно від місцевих знань.

## Розповідь

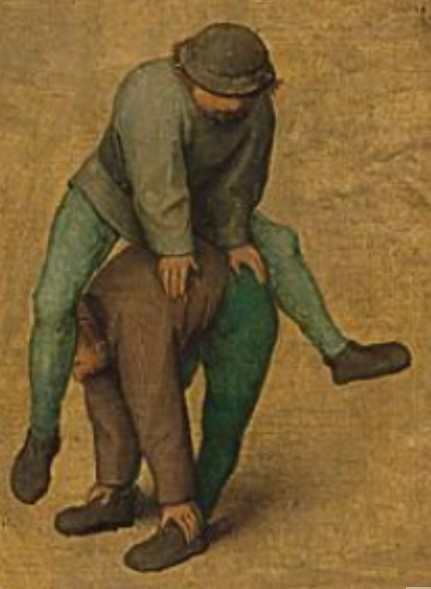
Стрибок (П. Брейгель Старший Ä. «Дитячі ігри», уривок)

Жанр вуличних ігор в первісному розумінні цього слова існує відтоді, як люди грають. Можна довести, що вони широко поширені в усьому світі: люди задокументували свої форми ігор на наскельних зображеннях кам'яного віку, у єгипетських надгробних малюнках, на грецьких вазах, на стінах палацу на Криті та в Помпеях, які були поховані під лавою. З європейського Середньовіччя, наприклад, знаменита картина нідерландського селянського художника Пітера Брейгеля Старшого «Дитячі ігри». Ä. з 1560 р., де зафіксовано понад 250 вуличних ігор того часу у вуличній послідовності. У своїй книзі Вебер-Келлерманн містить понад вісімдесят поетів і письменників від Гете до Рінгельнаца, які розповідають про свої колишні дитячі ігри.
У Європі вуличні ігри знову почали бум під час Другої світової війни (1925—1950), як показують численні звіти того часу. Однак у результаті інтенсивного будівництва та збільшення щільності руху після 1950 року вони поступово зникли з поля зору громадськості. Навіть так звані ігрові вулиці зараз переважно відвідують пішоходи та велосипедисти й майже не використовуються для вуличних ігор. Однак вони збереглися в заповідних зонах і під час дозвілля донині або були знову відкриті як цінні форми дозвілля в навчальних закладах, таких як дитячі садки, школи та клуби. У країнах, що розвиваються, вуличні ігри все ще широко поширені сьогодні, особливо через тісноту в приміщенні.

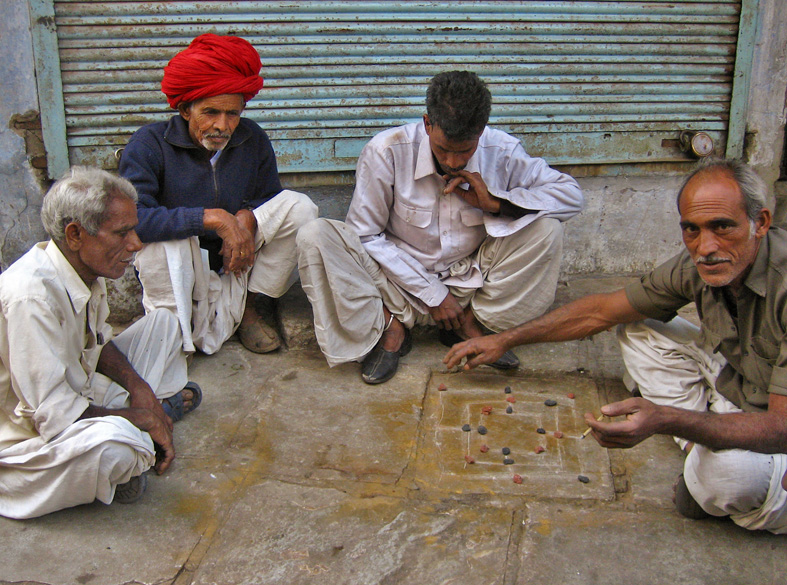
Чоловіки грають в настільні ігри на тротуарі в Ахмедабаді (Індія)

Вуличні ігри тісно пов'язані з розвитком ігрової діяльності в цілому. Ось як більшість відомих сьогодні високодиференційованих і навіть професійно керованих спортивних ігор виникли з простих вуличних ігор. Наприклад, гра у футбол, як і гра в регбі, походить від гри в трейббол, у яку грали в 19 столітті. У 19 столітті захоплені англійці ганяли м'яч вулицями Лондона або регбі. Навіть різні ігри з биками сягають своїм корінням у вуличні ігри з биками, які все ще практикуються щороку в Памплоні, Іспанія.

## Характер

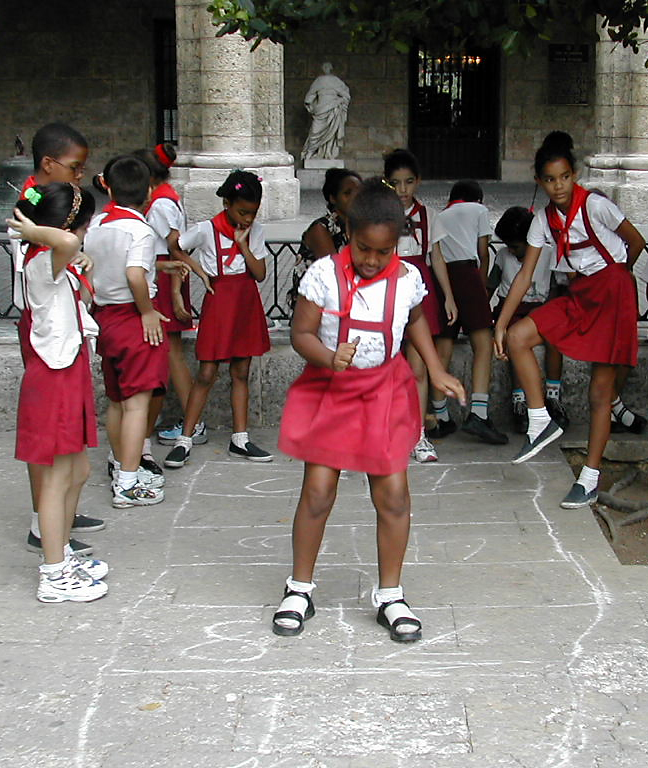
Рай і пекло на кубинському шкільному подвір'ї

Вуличні ігри характеризуються простими ігровими складами та ігровим інвентарем. Їх може швидко освоїти кожен без тривалого технічного навчання. Будь-хто може відразу приєднатися до ігрової спільноти. Це ігри, які виникають спонтанно з набором правил, які швидко опановуються. Зазвичай для проведення гри необхідно лише кілька гравців. Часто для гри достатньо шматка крейди, м'яча, шматка ганчірки, каменю чи палички. Для деяких вуличних ігор взагалі не потрібне ігрове обладнання. Усі необхідні для гри елементи — це власна кістково-м'язова система та трохи уяви. Наприклад, у грі «стрибки на бордюр» потрібна лише рівна поверхня, а для таких ігор, як «ловіть» чи «хованки», достатньо кількох друзів. Простота гри дозволяє адаптуватися до будь-якої місцевості: ворота можна зробити з двох каменів чи шкільних ранців, а м'яч замінити на тенісний м'яч, жмут тканини чи навіть консервну банку. Навіть проста стіна гаража може стати місцем для ігор у кидання чи ловлю. Розмітка на тротуарі спонукає до стрибкових ігор чи лабіринтів. Головне — знайти безпечну зону, де можна грати без перешкод.

## Приклади
Вуличні ігри демонструють велике розмаїття, яке можна позначити лише в кількох узагальнених групах та окремих прикладах:
- Ігри з м'ячем (круглий м'яч, палаючий м'яч, доджбол, вуличний футбол, кікбол, стінний м'яч, халі-привіт, імператор-король-дворянин тощо)
- Ігри на бордюри (стрибки з краю, ощадка тощо)
- Кроха-краба
- Ігри з дзигами (хлистами, метаннями тощо)
- Кругові ігри (кіт і миша, лисиця та кури, пухкий мішок, гусак-злодій, збити третіх осіб тощо)
- Ігри в біг і ловлю (ловля, хто боїться чорного? , віл на горі, сліпа корова та ін.)
- Ігри в хованки (хованки, сардинки, копи та грабіжники тощо)
- Ігри зі стрибками (ігри з гумовими поворотами та крейдою / стрибки ящиків, як рай і пекло, стрибки равлика тощо)
- Ігри з марблом
- Ігри на природі (стукання піннекеном тощо)

У багато з цих ігор також можна грати в приміщенні в обмеженій або зміненій формі.

## Оцінка

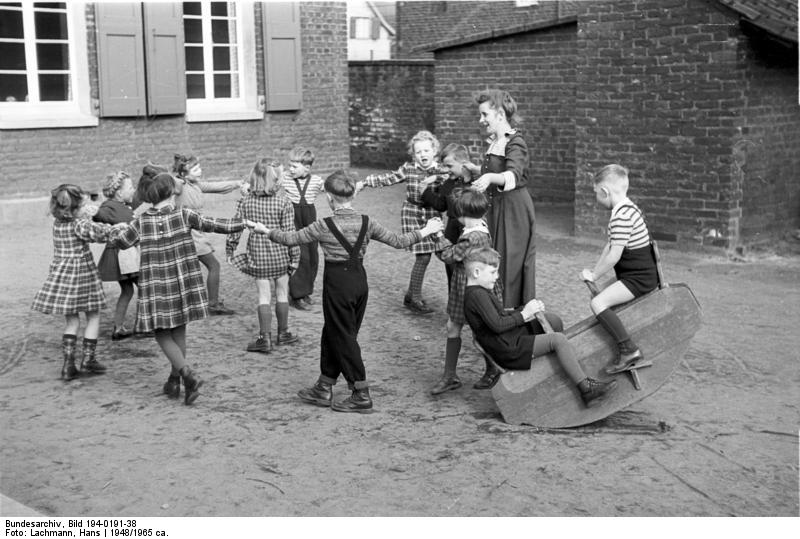
Педагогічно керована гра в гуртку в дитячому садку (1948)

Багатотисячолітня традиція багатьох вуличних ігор свідчить про їх суспільну важливість.
Варвіц/Рудольф також бачать традиційну вуличну гру особливо цінною і, отже, гідною підтримки, особливо в контексті сучасної ігрової культури, з таких точок зору:
- Діти знайомляться та цінують традиційні іграшки своїх предків та свого краю
- Вуличні ігри вчать грати найпростішими засобами
- Проходячи просто неба, вони створюють противагу сидінню та комп'ютерним іграм у закритих приміщеннях з бідним вмістом кисню завдяки фізичним вправам на свіжому повітрі.
- На відміну від технічного міжміського спілкування за допомогою комп'ютерів, мобільних телефонів та інших електронних засобів масової інформації, вуличні ігри сприяють цілісній взаємодії з партнерами по грі в прямому візуальному, акустичному та тактильному контакті з людьми.
- Вуличні ігри відриваються від споживацтва в ігровій сфері та вимагають креативності та бажання співпрацювати.